# Муравьёв, Валериан Николаевич (губернатор)
Валериа́н Никола́евич Муравьёв (1811—1869) — костромской (1852—1853), олонецкий (1853—1856) и псковский (1856—1864) губернатор, тайный советник, сенатор.

## Биография
Сын морского офицера Николая Назарьевича Муравьёва и Екатерины Николаевны Мордвиновой. Младший брат Н. Н. Муравьёва-Амурского.
По окончании Пажеского корпуса 25 декабря 1828 года был произведён в прапорщики Гренадерского Его Величества Императора Австрийского полка; подпоручик с 9 октября 1831 года. Был в отставке с 29 февраля 1831 по 8 января 1838 года, когда вернулся в полк и за отличие 11 сентября 1838 года был переведён в Волынский лейб-гвардии полк; поручик с 11 ноября 1839 года. В 1839 году был направлен в Тегеран с дипломатической миссией; был награждён персидским Орденом Льва и Солнца 2-й степени с алмазом; с 4 июня 1841 года — штабс-капитан.
После одного из походов заболел лихорадкой и 18 января 1843 года вышел в отставку, вскоре (с 8 мая 1843 года) начав гражданскую службу, чиновником особых поручений Министерства внутренних дел; с 11 сентября 1845 года — надворный советник.
В 1848 году назначен Ярославским вице-губернатором; 25 января 1850 года произведён в коллежские советники и 15 июня того же года переведён в Министерство народного просвещения, помощником попечителя Московского учебного округа; 29 декабря 1851 года произведён в статские советники.
С февраля 1852 по апрель 1853 г. занимал должность губернатора Костромской губернии.
С 11 апреля 1853 года был назначен и. д. олонецкого губернатора; утверждён в должности 27 января 1856 года, с производством в действительные статские советники. На этой должности развернул преследование старообрядцев, планировал обустройство новой дороги на Лодейное Поле.
Был переведён 9 августа 1856 года на должность губернатора в Псков. Выделил на городской площади место для питейного дома, что привело к конфликту с городским головой Васильевым. Муравьёв запретил членам городской управы выезжать за пределы Пскова, и те подали жалобу в Сенат «о неправильном задержании под арестом в продолжении четырёх с половиной месяцев». В губернаторство Муравьёва в Пскове была благоустроена набережная, разбит Анастасьевский сквер, открыта школа для девочек.
С 19 февраля 1864 года был сенатором. Умер в Москве 16 (28) ноября 1869 года. Похоронен в Новодевичьем монастыре.

## Семья
Был дважды женат: на Софье Григорьевне Гежелинской (1828—1850), внучке князя В. М. Яшвиля, и Надежде Федоровне Миркович (1839—1888), дочери Ф. Я. Мирковича.
Сын от первого брака — Николай (1850—1908), министр юстиции.
Дети от второго брака:
- Валериан (1861—1922, Ницца), офицер Генерального штаба
- Александр (1863—1902), камер-юнкер, курляндский вице-губернатор (1894—1902)
- Михаил (1867—1932, Ленинград)
- Надежда (07.05.1869-1931), в замужестве Бодиско.